# Chad Hartley
Chad Hartley (Hinsdale, 20 juni 1981) is een Amerikaans wielrenner.

## Belangrijkste overwinningen
2004
- McDowell Mountain Circuit Race
- 3e etappe Valley of the Sun stage race
- Univest GP criterium

2005
- Amerikaans kampioen Ploegkoers (baan), Elite (met Colby Pearce)

## Tourdeelnames
geen
Galvin · 
Garcia ·
Hanson ·
Hartley ·
McKissick ·
Miller ·
Moninger ·
Moos ·
Nydam ·
Rosenbarger ·
Sayers ·
Schmatz ·
Stewart ·
Vitoria